# 走钢丝的人
《走钢丝的人》（英語：Man on Wire）是2008年英国纪录片，导演詹姆斯·马什，主演菲利普·珀蒂。

## 剧情
1974年8月7日，法国杂技名人菲利普·珀蒂完成了举世壮举，他走钢丝跨过了美國纽约世贸大厦的两座楼。

## 演出
| 演员        | 角色   |
| 菲利普·珀蒂 | 他自己 |

## 評價
《走钢丝的人》獲得媒體和影評家的盛讚，爛番茄根據159條專業評論，獲得100%的新鮮度，平均得分8.4/10。Metacritic則根據31條評論，打出89分的加權平均分數（滿分100分），代表「普遍讚譽」。
爛番茄在2022年9月整理「有史以來最受好評的100部紀錄片」名單，本片排名第1名，本片亦成為該網站罕見的爛蕃茄100%新鮮度電影名單之一。本片也在2023年4月被爛番茄列入該站整理的「100%新鮮度電影」名冊，在該榜單位居第三名，僅次於《無痕山林》和《玩具總動員2》。

## 奖项
| 年份 | 奖项                           | 奖项细分     | 是否得奖 |
| ---- | ------------------------------ | ------------ | -------- |
| 2009 | 第81届奥斯卡金像奖             | 最佳纪录片   | 獲獎     |
| 2009 | 第62届英国电影和电视艺术学院奖 | 最佳英国影片 | 獲獎     |
| 2008 | 第21届欧洲电影奖               | 最佳纪录片奖 | 提名     |